# ジベンゾフラン
ジベンゾフラン (Dibenzofuran、DBF) は、フラン環にベンゼン環が2つ縮環した化合物である。揮発性の白色固体であり、非極性有機溶媒に溶ける。コールタール中に1%存在する。
しばしば、環境汚染物質であるPCDF（ポリ塩化ジベンゾフラン）の略称として「ジベンゾフラン」が用いられる。

## 歴史
1866年、C. Lesimpleがリン酸トリフェニルと酸化カルシウムを用いて初めて合成した。1871年にW. Hoffmeisterが物理化学的な特性を調べ、1901年にG. KraemerとR. Weissgerberがコールタールの成分として天然から発見した。

## 合成法
フェノールを450℃で脱水素する方法、フェノールを酸化的に脱水素して得られた2-シクロヘキセニルシクロヘキサノンを環化する方法、酢酸パラジウムの存在下でジフェニルエーテルを環化する方法、フランの存在下で無水フタル酸を熱分解する方法などで合成できる。

## 反応
熱に安定で、広い温度範囲で液体であり利便性が高い。これらの特性と低毒性を活かし熱媒体として使用される。
ハロゲン化反応やフリーデル・クラフツ反応などの求電子的な反応を起こす。ブチルリチウムと反応させると二リチウム化する。

## 安全性
比較的毒性の低い化合物で、ラットに0.025-0.4%のジベンゾフランを200日間摂取させても影響がない事が知られている。

## PCDF

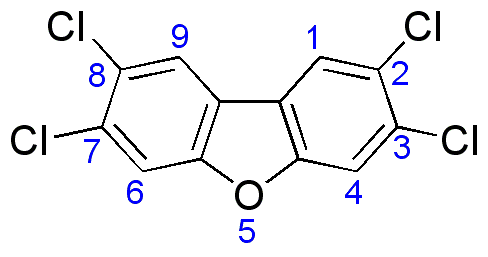
TCDFの構造式。青字は位置番号を示す

この化合物の塩化物であるポリ塩化ジベンゾフランは、ダイオキシン類と同様の毒性を持つと考えられている。
例として 2,3,7,8-テトラクロロジベンゾフラン (TCDF) が挙げられる。